# Monastero di Irache
Il monastero di Irache (in basco: Iratxeko monasterioa), per esteso monastero di Santa María Reale di Irache, è un complesso monastico situato nella città navarra di Ayegui in Spagna. Le sue origini risalgono all'VIII secolo e alcuni edifici attuali conservano parti dell'XI secolo. Era gestito dai Benedettini.
È uno dei complessi monumentali più importanti della Comunità Forale di Navarra, in cui spiccano la chiesa romanica del XII secolo, il chiostro in stile plateresco e la torre herreriana. Si trova sul lato del cammino di Santiago e vicino a Estella.
Si trova ai piedi del Montejurra ed è composto da un insieme di edifici che sono stati aggiunti nel tempo, il che li rende di stili diversi.
I primi documenti che si riferiscono a Irache risalgono all'anno 958. La sua posizione ai margini del cammino di Santiago e la fondazione di un ospedale giacobino, il primo in Navarra, per ordine del re del regno di Pamplona García Sánchez III.
Nel XVI secolo fu inglobata nella congregazione benedettina di Valladolid, con la quale riacquistò parte del suo antico splendore, quando furono costruiti il chiostro e la porta di accesso alla chiesa. Nel XVII secolo furono costruiti un altro chiostro, quello cosiddetto nuovo, e la torre.
Ha avuto diversi usi nella sua lunga storia, da ospedale giacobino a ostello, dopo essere stato liberato nel 1985 come università tra il 1569 e il 1824 e ospedale del sangue durante le guerre carliste per diventare un centro di formazione per gli scolopi tra il 1885 e il 1984 , campo di concentramento franchista tra il 1937 e il 1942 e, dopo la sua chiusura, parador nazionale.
All'interno della Basilica del monastero nel 2012 Carlo Saverio di Borbone-Parma ha giurato di difendere i Fuero, rendendo altresì omaggio alle vittime dei fatti di Montejurra del 1976.